# Irlanda nos Jogos Olímpicos de Verão de 2020
A Irlanda está representada nos Jogos Olímpicos de Verão de 2020 por um total de 114 desportistas que competem em 18 desportos. Responsável pela equipa olímpica é o Comité Olímpico da Irlanda, bem como as federações desportivas nacionais da cada desporto com participação.
Os portadores da bandeira na cerimónia de abertura foram os boxeadores Brendan Irvine e Kellie Harrington.

## Medalhistas
A equipa olímpica da Irlanda tem obtido seguintes medalhas:
| Nome                                                  | Desporto | Competição                   |
| ----------------------------------------------------- | -------- | ---------------------------- |
| Ouro                                                  |          |                              |
| Fintan McCarthy Paul O'Donovan                        | Remo     | Duplo scull ligeiro (LM2X) M |
| Bronze                                                |          |                              |
| Aifric Keogh Eimear Lambe Fiona Murtagh Emily Hegarty | Remo     | Quatro sem timoneiro (W4-) F |